# Operace Potash
Operace Potash byl krycí název pro paradesantní výsadek vyslaný během II. světové války z Anglie na území Protektorátu Čechy a Morava. Byl organizován zpravodajským odborem exilového Ministerstva národní obrany a řazen byl do třetí vlny výsadků.

## Složení a úkoly
Desant tvořili npor. pěch. Jan Bartejs, čet. asp. Josef Machovský (radista), rotný Oldřich Pelc a rotný Stanislav Zuvač. Úkolem bylo navázání spolupráce s domácím odbojem a udržování radiového spojení s Londýnem. Pro tuto činnost byl desant vybaven radiostanicí s krycím jménem Míla.

Příslušníci operace Potash
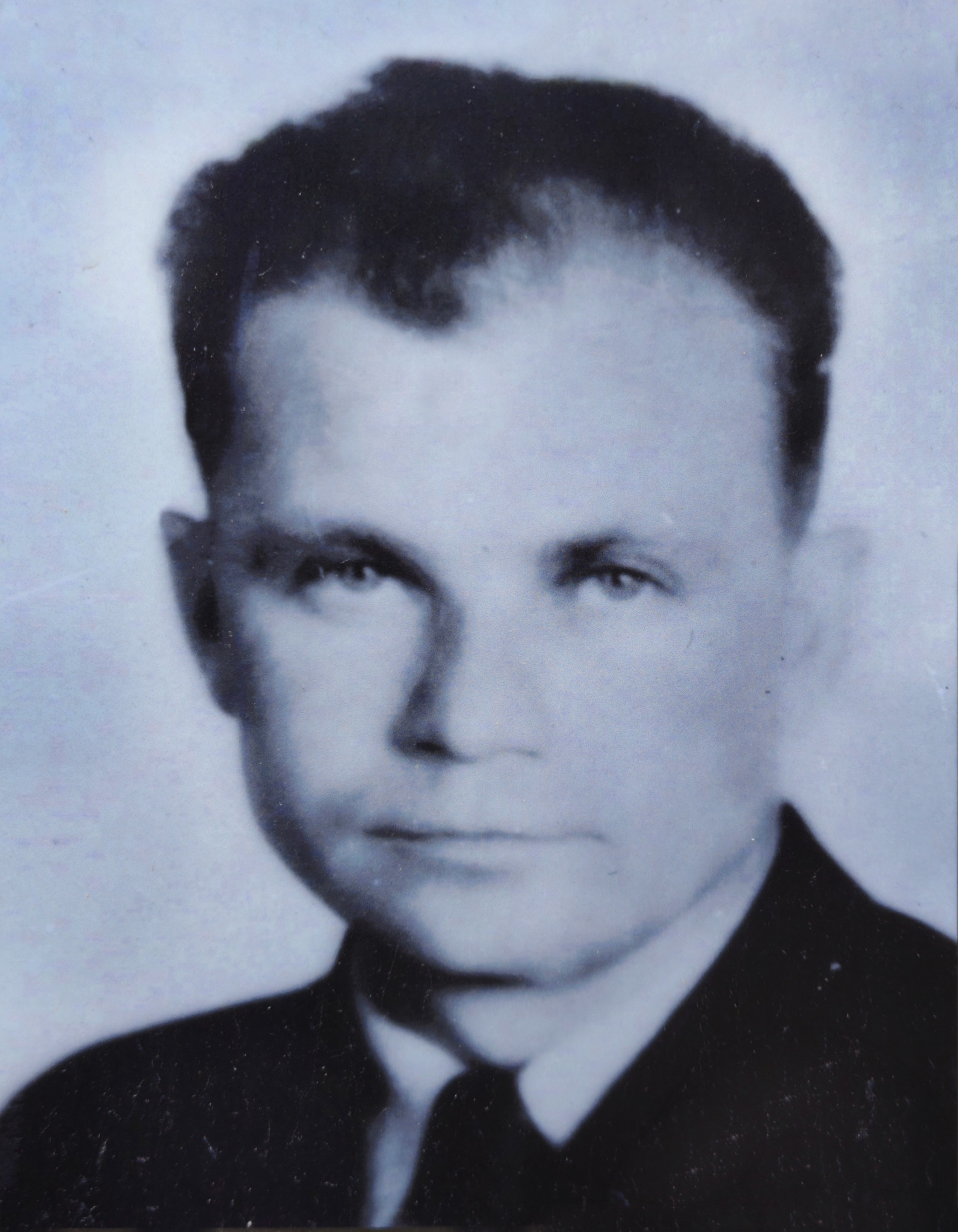
nadporučík pěchoty Jan Bartejs
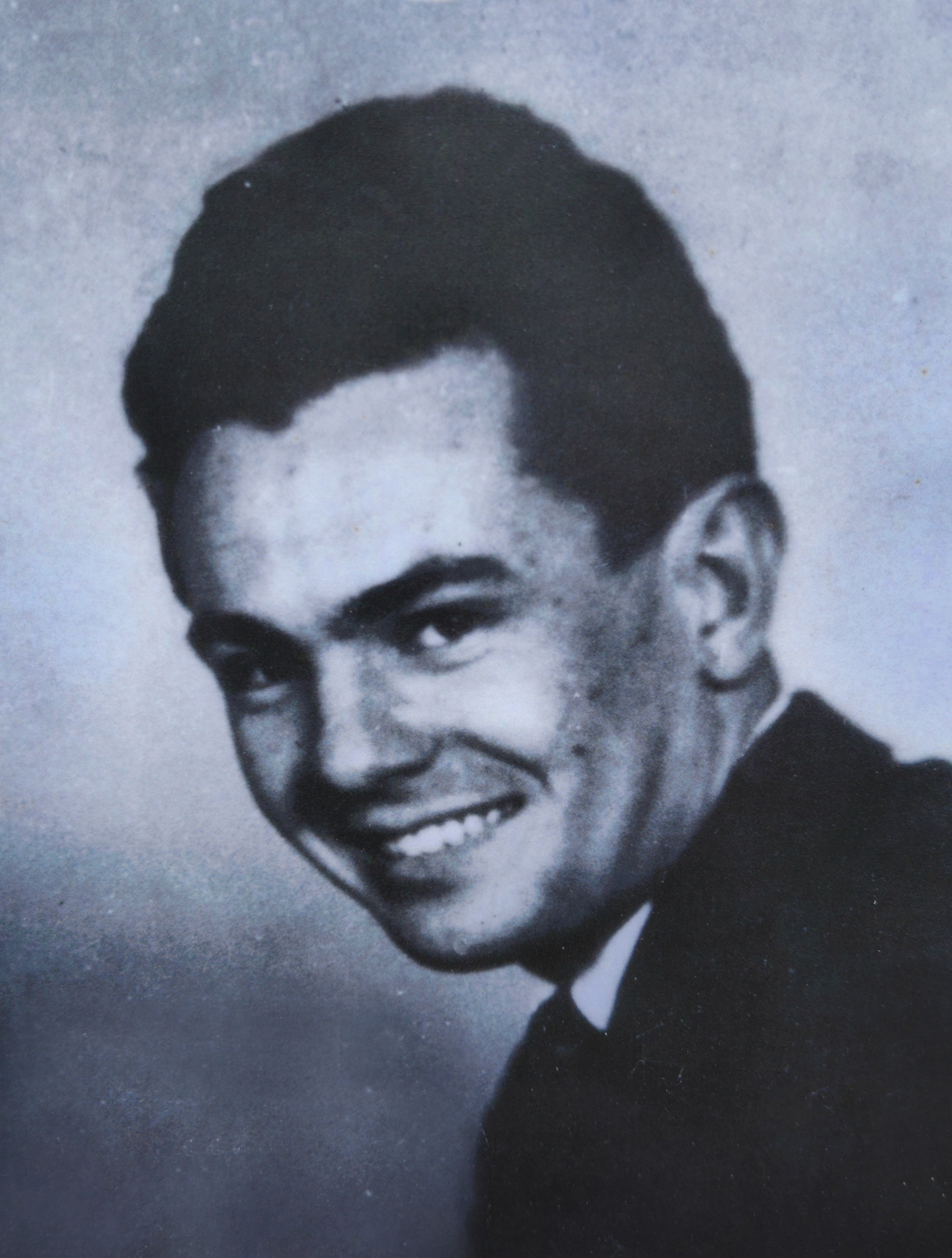
radista četař aspirant Josef Machovský
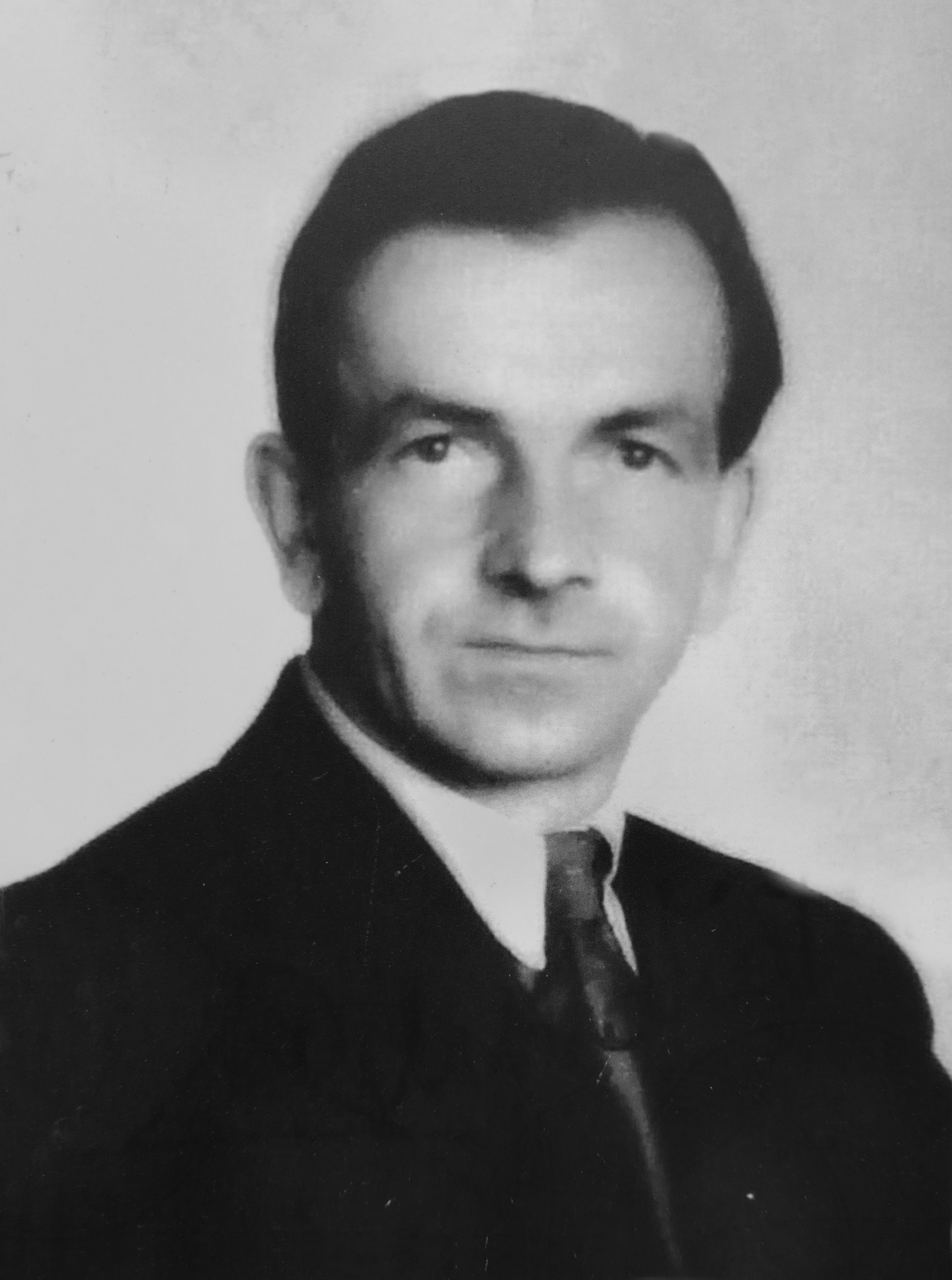
rotný Oldřich Pelc
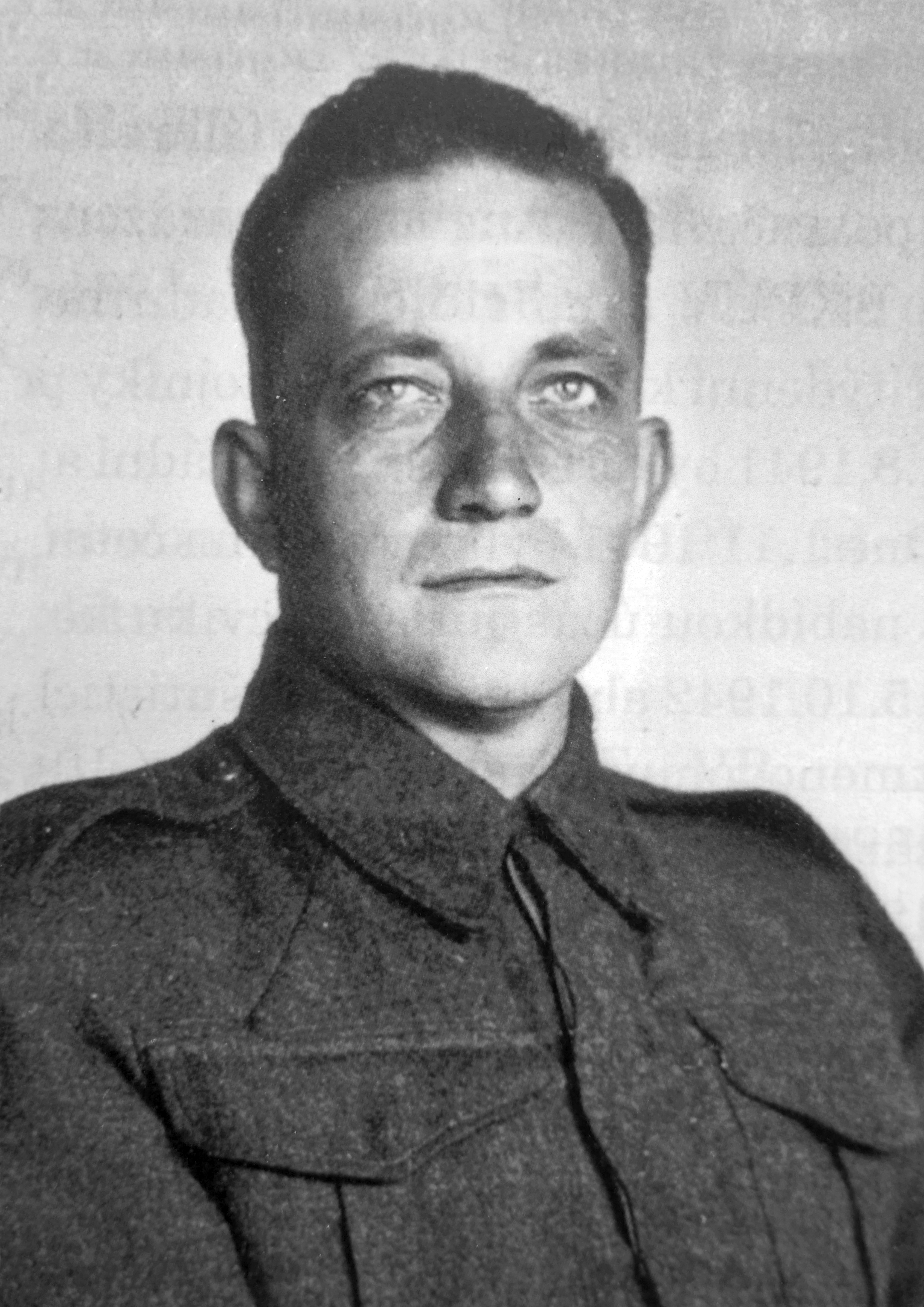
rotný Stanislav Zuvač

## Činnost
Desant byl vysazen v noci ze 4. na 5. května 1944 poblíž Slušovic (společně s desantem Spelter), jediným problémem bylo zranění rtn. Zuvače, který si při ukrývání materiálu způsobil zranění tepny. Den na to, 6. května byla skupina kvůli zradě v boji s přepadovým oddílem gestapa rozprášena a přišla o veškeré potraviny a materiál. Zraněný radista Zuvač byl po čtyřdenním putování v zuboženém stavu zatčen na nádraží v Radvanicích a gestapem donucen k radiové protihře Moldau (Vltava) proti Londýnu. Tato protihra však byla brzy i díky Zuvačovi odhalena (Zuvač telegramy šifroval a vkládal do nich předem dohodnuté bezpečnostní kódy). Protože se gestapu nedařilo získat z Anglie ani další výsadek, ani shoz materiálu, byla radiová hra 22. prosince 1944 z německé strany ukončena a Zuvač byl přesunut do koncentračního tábora Flossenbürg, kde se dočkal konce války.
Pelcovi se podařilo najít úkryt a po čase se spojit se Šperlem z Carbonu. S ním několik měsíců spolupracoval, než se kontaktoval s Bartejsem. 
Bartejsovi a Machovskému se nejprve podařilo uprchnout na Slovensko. Vrátili se v červnu 1944. Machovský se vydal hledat ostatní a válku nakonec přečkal v malé moravské vísce. Bartejs se setkal s Pelcem a se skupinou Carbon. Od této skupiny získal Bartejs část materiálu a díky tomu mohl se svou skupinou provádět sabotážní a destrukční akce proti železnici a německým objektům. Svou činnost Potash ukončil připojením se k sovětským oddílům poblíž Slavkova.